# Jens Höing
Jens Höing (* 21. Februar 1987 in Münster) ist ein deutscher Automobilrennfahrer.

## Karriere
Höing begann seine Motorsportkarriere im Alter von acht Jahren im Kartsport. 2005 wechselte er in den Formelsport und ging in der deutschen Formel BMW an den Start. Für das Team Rosberg startend belegte er am Saisonende den 23. Gesamtrang. Höing blieb die nächsten zwei Saisons in der deutschen Formel BMW und belegte in beiden Saisons den 14. Gesamtrang. Er schaffte in keiner der drei Saisons eine Podest-Platzierung. 2008 wechselte Höing in den deutschen Formel-3-Cup, in dem er mit einem Punkt den 17. Platz im Gesamtklassement belegte.
Obwohl Höing in seiner bisherigen Karriere noch keine großen Erfolge in Nachwuchsrennserien erzielt hatte, erhielt er 2009 einen Vertrag in der wiederbelebten FIA-Formel-2-Meisterschaft. Höing erzielte bei keinem Rennen Punkte und belegte am Saisonende den 26. Gesamtrang. Dabei war sein bestes Resultat ein dreizehnter Platz. Von den 16 Rennen, bei denen er gestartet war, erreichte er nur sechs Mal das Ziel.

## Persönliches
Parallel zu seinem Engagement im Motorsport hat Höing BWL an der Fachhochschule für angewandtes Management in Erding studiert.

## Karrierestationen
- 2005: Deutsche Formel BMW (Platz 23)
- 2006: Deutsche Formel BMW (Platz 14)
- 2007: Deutsche Formel BMW (Platz 14)
- 2008: Deutsche Formel 3 (Platz 17)
- 2009: Formel 2 (Platz 26)